# Jytte Hansen
Jytte Solveig Hansen gift Nielsen (født 25. juli 1932 i Odense, død 26. november 2015) er en dansk tidligere elitesvømmer fra Svømmeklubben Frem i Odense.
Med et reb om livet lærte Jytte Hansen at svømme i Alssund og Odense Kanal. Hun blev som 14-årig indmeldt Svømmeklubben Frem i 1946, og blev på bare et par år en af Danmarks og verdens bedste svømmere. 
Jytte Hansen fik sit gennembrud ved de danske mesterskaber i Glamsbjerg Friluftsbad 1948. Hun overraskede alt og alle ved at besejre den tidligere danske mester Grethe Sørensen på både 100 og 200 meter brystsvømning. Det udløste sensationelt en udtagelse fra DOK til De Olympiske Lege i London, som blev den odenseanske teenagepiges første men ikke sidste store udlandsrejse. I det olympiske svømmebassin nåede hun finalen på 200 meter brystsvømning, hvor det blev til en 8. plads med tiden 3.08,1.
Det blev til yderligere to OL-deltagelser for Jytte Hansen i Helsinki 1952 og i Melbourne 1956. To gange kvalificerede hun sig til finalen i 200 meter brystsvømning. Det sportslige højdepunkt kom i hendes anden OL-finale som gav en femtepladsen i 200 meter brystsvømning i Helsinki, tiden 2.57,8 var kun 2/10 sekund fra en bronzemedalje.
Jytte Hansen var med til Europamesterskabet i Torino i 1954, hvor det blev en sølvmedalje, kun slået af DDR-svømmeren Ursula Happe, som hun tilmed havde slået en måned tidligere ved et stævne på hjemmebanen i Odense Friluftsbad. Det blev også til over 25 nordiske mesterskaber samt et stort antal danske mesterskaber. 
Jytte Hansen var Årets sportsnavn på Fyn kåret af Fyens Stiftstidende i både 1952 og 1954.
Jytte Hansen blev også Årets fund kåret af Politiken i 1948.
Jytte Hansen tog i 1952 eksamen fra Danmarks Højskole for Legemsøvelser og blev efter OL i 1956, hvor hun afsluttede den aktive idrætskarriere, ansat ved Odense Skolevæsen og var i 37 år svømmelærer med skolesvømning på Klosterbakken og i Vollsmose, hvor hun har lært tusinder af odenseanske børn at svømme. Hun blev også træner i Svømmeklubben Frem. 
Jytte Hansen blev 1958 gift med fodboldspilleren i B1909 Jørgen Nielsen. Han var nogle år hendes træner og senere formand for Fyns Svømmeunion. Sammen fik de børnene Kim og Birgitte, som begge nåede til tops som ungdomsvømmere herhjemme.